# Димитър Мутев
Димитър Стефанов Мутев е български просветен деец от епохата на Българското възраждане. Доктор по физика от Университета „Фридрих-Вилхелм“ в Берлин. Преводач и издател.

## Биография
Д-р Димитър Мутев е роден на 4 септември 1818 година в Калофер, откъдето по-късно, вероятно по време на Руско-турската война (1828 – 1829) семейството му се премества в Одеса. Негова по-малка сестра е Елена Мутева, смятана за първата българска поетеса. Mузикантът Никола Мутев и юристът Христо Мутев са негови братя, а Георги Золотович му е по бащина линия (Рада Мутева-Золотович е сестра на Стефан Мутев) пръв братовчед. По майчина линия Димитър е свързан с Анна Тошкович, съпруга на Стефан Тошкович
Мутев завършва Ришельовския лицей в Одеса, след което учи в Бонския университет, а през 1842 година защитава докторат по физика в Университета „Фридрих-Вилхелм“ в Берлин.
След дипломирането си Мутев живее в Санкт Петербург, а през 1857 година отива в Цариград. Там той основава списанието „Български книжици“, издава, заедно с Драган Цанков, годишника „Месецослов на българската книжнина“, прави първия български превод на романа „Чичо Томовата колиба“ от Хариет Бичър Стоу.
През 1859 година Димитър Мутев се премества в Болград, където остава до края на живота си. Той оглавява Болградската гимназия няколко месеца след нейното основаване и остава неин директор до смъртта си, като изиграва важна роля за превръщането на гимназията в основен център на българската култура. Инициатор е за създаването на пансион и печатница към гимназията.
Димитър Мутев умира на 13 януари 1864 година в Болград.